# Giovanni Antonio Andreoni
Pour les articles homonymes, voir Andreoni.
Giovanni Antonio Andreoni, né le 8 février 1649 à Lucques, Grand-duché de Toscane et décédé le 13 mars 1716 à Salvador alors Colonie portugaise en Amérique du Sud, est un missionnaire jésuite, historien et écrivain toscan.

## Biographie
Entré à l'âge de 18 ans dans la Compagnie de Jésus en mai 1667 à Rome, il devient enseignant après avoir terminé sa formation de base complétée d'études en droit civil de l'Université de Pérouse. Il est alors repéré par António Vieira qui souhaite le faire venir au Brésil. 
Avec l'accord de ses supérieurs il prend le bateau et rejoint Salvador de Bahia en 1681. 
Il est d'abord pressenti pour l'apostolat auprès des Indiens dans les régions les plus reculées du Brésil. 
Finalement il est choisi comme recteur du Collège jésuite de Bahia, une ville où il passera désormais l'essentiel de son temps et où il finira sa vie. 
En 1705 il est nommé provincial des jésuites du Brésil ce qui lui donnera l'occasion de voyager dans l'état du Pernambouc et de se rendre à Rio de Janeiro.
C'est comme historien et observateur éclairé de la vie coloniale brésilienne que Giovanni Antonio Andreoni est le plus connu. 
En 1711, il publie à Lisbonne un ouvrage resté célèbre, plusieurs fois réédité et encore étudié par les historiens du Brésil : Cultura e opulencia do Brasil. Ce livre est une source d'informations de premier plan sur l'économie et la société coloniale portugaise. Giovanni Antonio Andreoni en y décrivant l'industrie sucrière, du cuir, la culture du tabac, l'exploitation minière aborde par ailleurs la délicate question de l'esclavage, une pratique qu'il ne semble pas complètement condamner.